# Гидрофобия
Гидрофобия (водобоязнь) — также устаревшее название бешенства по одному из симптомов — боязни возникновения мучительных глотательных судорог при попытке сделать глоток воды, при виде воды или любом упоминании о ней.
Гидрофо́бия, или аквафо́бия (от др.-греч. ὕδωρ и лат. aqua — «вода» и φόβος — «страх»), — боязнь утонуть, страх перед купанием, вхождением в воду и плаванием. Очень часто гидрофобия наблюдается у тех, кто не умеет плавать, при виде или пребывании в реке, море или океане.
Аквафобия не была включена в первое издание «Психиатрического словаря» 1940 года, но добавлена в восьмое издание 2004 года.

## Известные аквафобы
Среди людей, страдающих этой фобией, — Натали Вуд (американская актриса), Мишель Пфайффер (американская актриса), Кармен Электра (американская модель, певица и актриса), Вайнона Райдер (американская актриса).